# Diether Weik

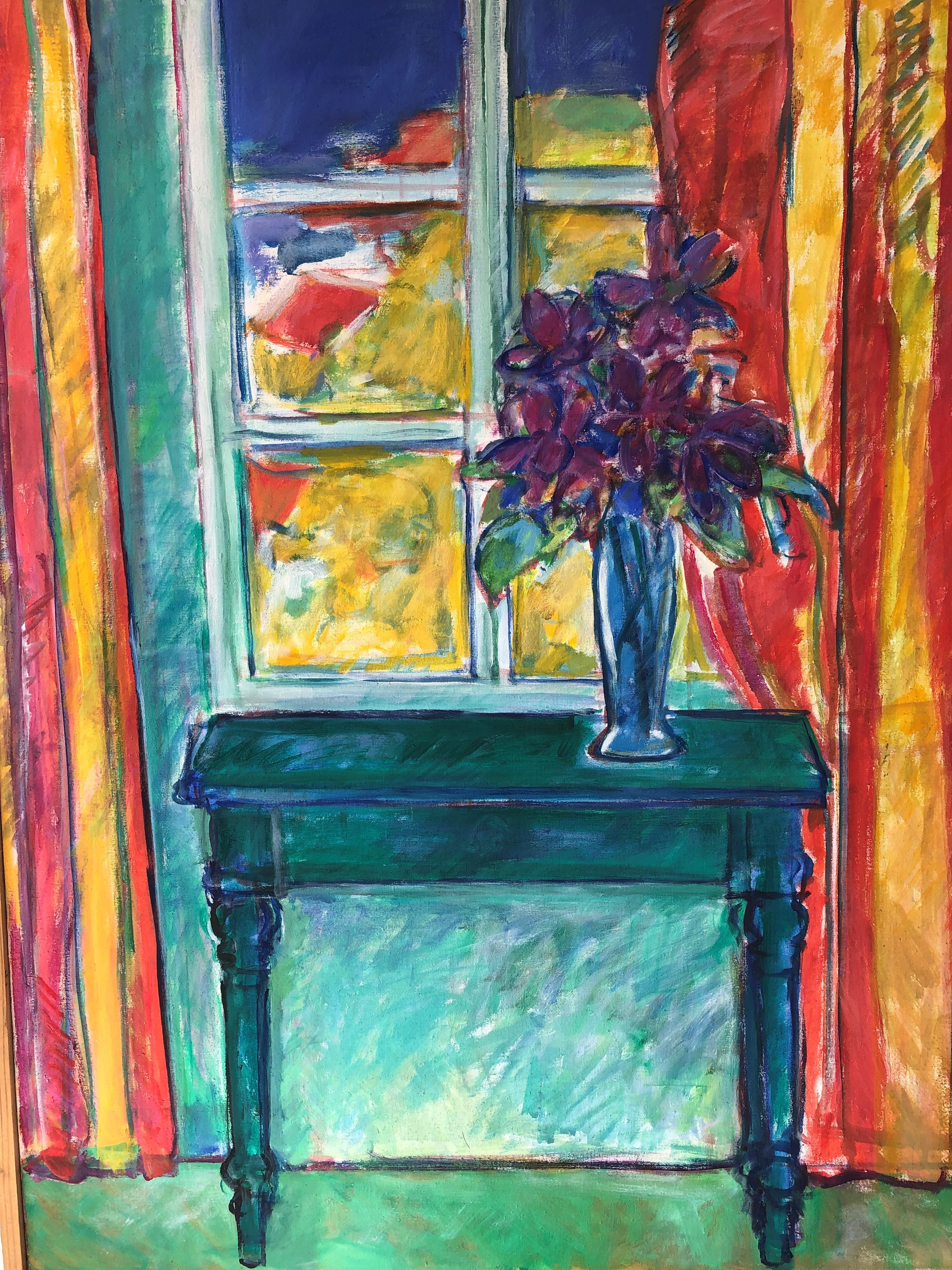
Weik, Diether, Interieur, Acryl auf Leinwand, 1996, 125 × 105 cm

Diether Weik (* 25. August 1934 in Stuttgart; † 24. Februar 2002 in Horb am Neckar-Betra) war ein deutscher Maler und Kunsterzieher.

## Leben
Nach dem Abitur 1954 am Goldberg-Gymnasium in Böblingen studierte er an der Staatlichen Akademie der Bildenden Künste Stuttgart. Das Studium beendete er 1962 mit der künstlerischen Prüfung für das Höhere Lehramt. Im Anschluss studierte er an der Eberhard Karls Universität Tübingen und an der Universität Wien Kunstgeschichte, Archäologie und Geschichte. 1965 legte er das Staatsexamen Geschichte ab.
Während der sich anschließenden Arbeit an seiner Dissertation war Weik Stipendiat der Stiftung Mitbestimmung, heute Hans-Böckler-Stiftung. 1967 trat Weik in den Referendariatsdienst für das höhere Lehramt ein und war nach dessen Abschluss an mehreren Schulen als Kunsterzieher tätig. 1971 erfolgte die Ernennung zum Studienrat und 1972 zum Oberstudienrat. 1981 promovierte er an der Fakultät für Kulturwissenschaften in Tübingen zum Dr. phil. mit der Dissertation „Die Verarbeitung von Fremdvorlagen im Werke Francisco de Goyas“.
Weik erfand den noch heute vom Sulzer Handels- und Gewerbeverein genutzten Slogan „Sulz.Ja!“.

## Familie
Weik war verheiratet und hatte drei Kinder.

## Ausstellungen (Auswahl)
- Galerie Wilhelm Kimmich, Kunstvereins Wilhelm Kimmich, Lauterbach 2009[3]
- Kultur- und Museumszentrum Schloss Glatt, Sulz am Neckar, 2010[4]
- Galerie der Volkshochschule Herrenberg, Herrenberg, 2019[5]

## Spenden
2019 spendete seine Witwe der Stadt Herrenberg 36 seiner Zeichnungen aus dem Ratgeb-Zyklus zum Thema des menschlichen Leidens im Bauernkrieg. Die Zeichnungen wurden während des Jubiläums 500 Jahre Herrenberger Altar in der Galerie der Volkshochschule Herrenberg ausgestellt.